# NGC 584
NGC 584 (други обозначения – IC 1712, MCG −1-4-60, PGC 5663) е елиптична галактика (E4) в съзвездието Кит.
Обектът присъства в оригиналната редакция на „Нов общ каталог“.